# 高田怜子
高田 怜子（たかだ れいこ、1990年6月8日 - ）は、日本の女優。舞台を中心に活動。過去にはエルフィニートに所属していた。
大阪府出身。趣味・特技は映画観賞、カリグラフィー、舞踊／言語（韓・英・中）、側転。好きなものはクラゲ。

## 出演
役名太字は、主演/ヒロイン作品。

### 舞台

#### 2013年
- OSAKA "STRAYDOG" 公演「心は孤独なアトム」（10月24日 - 27日、大阪市立芸術創造館、作・演出：森岡利行） - 陽子・マリア 役

#### 2014年
- "STRAYDOG" Produce 公演「心は孤独なアトム」（2月5日 - 9日、シアターグリーン BIG TREE THEATER、作・演出：森岡利行） - 陽子・マリア 役。ダブルキャストの星組
- "STRAYDOG" Seedling 公演「へなちょこヴィーナス」（3月13日 - 23日、GEKIBA、作：高橋いさを＋小田玲奈、演出：那波隆史） - 鳴海ゆか 役。ダブルキャストのりんご組
- OSAKA "STRAYDOG" 公演「母の桜が散った夜」（4月12日・13日、HEP HALL） - 朱 麗華 役
- OSAKA "STRAYDOG" 公演「女の子ものがたり」（5月17日・18日、ABCホール、原作：西原理恵子、演出：森岡利行） - 菊ちゃん 役
- "STRAYDOG" Seedling 公演「メイクルーム〜すかんぴんアイドル〜」（6月10日 - 15日、明石スタジオ、作・演出：森川圭） - 倉田冴子 役
- "STRAYDOG" Produce 公演「問題のない私たち」（8月2日 - 3日、HEP HALL、原作：牛田麻希/木村文、作・演出：森岡利行） - 大阪公演のみ出演
- OSAKA "STRAYDOG" 公演「問題のない私たち」（8月2日 - 4日、HEP HALL、原作：牛田麻希/木村文、作・演出：森岡利行） - 新谷麻綺 役。ダブルキャストのD組
- "STRAYDOG" Seedling 公演「まひるのあたたかな一日」（10月22日 - 26日、明石スタジオ、作・演出：那波隆史） - 立花まひる 役。ダブルキャストのBチーム
- "STRAYDOG" 第23回本公演「純平、考え直せ」（11月28日 - 30日、紀伊國屋ホール、原作：奥田英朗、演出：森岡利行） - ナミ/じゃりんこチエ/暴走族/ウエイトレス の全4役兼役
- ドラマデザイン社プロデュース「GIRLS PRISON OPERA（ガールズ プリズン オペラ）」（12月18日 - 23日、新宿シアターモリエール） - 松崎聖子 役。ダブルキャストのBチーム

#### 2015年
- OSAKA "STRAYDOG" 公演「悲しき天使」（1月28日 - 2月1日、近鉄アート館、作：山之内幸夫、演出：森岡利行） - 友美 役。ダブルキャストのBチーム
- "STRAYDOG" Seedling 公演「月と箱舟」（2月18日 - 22日、八幡山ワーサルシアター、作：矢沢幸治、演出：那波隆史） - 由紀 役
- 劇団マツモトカズミ×"STRAYDOG" 番外公演「映像都市（チネチッタ）」（4月1日 - 5日、シアターグリーン BOX in BOX THEATER、作：鄭義信、演出：森岡利行） - お梅 役。ダブルキャストの川本組
- "STRAYDOG" Spirit's 公演「ゴジのラ」（2015年5月1日 - 6日、新宿シアターモリエール） - 一之瀬やよい 役。3チーム公演のZチームに出演
- OSAKA "STRAYDOG" 公演「ゴジのラ」（2015年5月15日 - 17日、HEP HALL） - 一之瀬やよい 役。ダブルキャストのAチーム
- 吉本新喜劇 佐藤太一郎企画その12「夏の魔球'15」（6月19日 - 21日、近鉄アート館、作・演出：大塚雅史） - エガワ 役
- "STRAYDOG" Seedling 公演「いるかホテル」（8月18日 - 23日、明石スタジオ、作・演出：酒井健太郎） - 美代 役。ダブルキャストのTeam DOGに出演

### テレビドラマ
- モザイクジャパン 第2話（2014年5月25日、WOWOW）
- 松本清張ミステリー時代劇 第1話「流人騒ぎ」（2015年4月7日、BSジャパン）
- 警視庁・捜査一課長 season3 第3話（2018年4月26日 - 、テレビ朝日） - 店員 役

### テレビ番組
- 東京オーディション（仮）（2015年5月11日、TOKYO MX）

### 撮影会
- あ〜る撮影会（2014年6月29日、ボナスタジオ）

### CM
- ゼクシィ縁結び「縁結ビーム・女性」篇（2019年、リクルート）[1]